# Tanymecosticta capillaris
Tanymecosticta capillaris – gatunek ważki z rodziny Isostictidae. Znany tylko z holotypu – samca odłowionego w 1938 roku na wyspie Yamdena (Wyspy Tanimbar, wschodnia Indonezja).